# Крістоф Фрідріх Отто
Крістоф Фрідріх Отто (нім. Christoph Friedrich Otto; 4 грудня 1783, Шнеєберг — 7 грудня 1856, Берлін) — німецький садівник та ботанік.
З 1805 до 1843 року Отто був куратором Ботанічного саду Берліна. Разом з Альбертом Готтфрідом Дітріхом з 1833 до 1856 року він був видавцем «Allgemeine Gartenzeitung».
Рід рослин Ottoa Kunth родини Зонтичні — Apiaceae, вперше описаний у праці «Nova Genera et Species Plantarum », був названий на його честь.

## Праці
- Abbildung der fremden in Deutschland ausdauernden Holzarten, 1819—1830.
- Abbildungen auserlesener Gewächse des königlichen botanischen Gartens, 1820—1828.
- Icones plantarum selectarum horti regii botanici Berolinensis (у співавторстві із Йоганн-Генріх-Фрідріхом Лінком), Берлін, 1820—1828.[3]
- Abbildungen neuer und seltener Gewächse …, 1828—1831.
- Abbildung und Beschreibung blühender Cacteen, 1838—1850.
- Abbildungen seltener Pflanzen des Königlichen botanischen Gartens …, 1840—1844.